# 전주종합경기장 야구장
전주종합경기장 야구장(全州綜合競技場 野球場 Jeonju Baseball Stadium)은 전북특별자치도 전주시 덕진구 덕진동 1가에 위치한 전주종합경기장 내 야구장이다. 줄여서 전주 야구장으로 부르기도 한다.
과거 해태 타이거즈가 제2 홈구장으로 사용했고, 전라북도 지역 연고 팀이었던 쌍방울 레이더스의 메인 홈구장으로도 사용되었다. 이 곳은 월명종합경기장 야구장과 더불어 전북특별자치도 지역에 존재하는 야구장이다.

## 해태 타이거즈시절
광주광역시, 전라남도, 전라북도를 연고로 하던 해태 타이거즈는 1982년 창단 시절부터 광주무등경기장 야구장을 제1 홈구장으로, 전주야구장을 제2 홈구장으로 설정하여 홈경기를 분산 개최했다.
해태 타이거즈는 쌍방울 레이더스가 창단하기 전인 1989년까지 전주야구장을 제2 홈구장으로 쓰면서 좋은 성적을 거뒀는데, 전주에서 총 65경기를 치러 40승 1무 24패, 승률 6할 2푼 3리의 성적을 거뒀다. 특히 1987년에는 광주광역시에서 전국체육대회가 개최되는 관계로 이 곳에서 플레이오프가 열렸는데, 해태 타이거즈는 전주에서 OB 베어스를 물리치고 한국시리즈에 진출했다.
1987년에 조명탑이 설치되어 야간 경기가 가능하게 되었다.

## 쌍방울 레이더스시절
1989년 한국 야구 위원회 (KBO)는 당시 프로 야구가 7개 구단으로 운영되어 문제점이 상당하다는 점을 들어, 신생 제 8구단 창단을 추진한다. 이 중 제 8구단으로 창단을 추진하던 기업은 경상남도 마산시를 연고로 하는 한일합섬과 전라북도 전주시를 연고로 하는 쌍방울·미원 컨소시엄이었다. 쌍방울은 전라북도 익산시에서 그룹의 중추 사업인 내의 제조업을 출발했다는 근거를 들어 전북 연고의 신생 구단 창단을 추진했다.
결국 KBO는 협의를 거쳐 쌍방울을 제 8구단의 운영 기업으로 낙점하고, 전북 지역을 연고로 하는 신생 구단 창단 절차에 들어간다. 이 때부터 전주 야구장의 사용권은 해태 타이거즈에서 쌍방울로 넘어가게 된다.
쌍방울 레이더스는 1991년부터 1군 홈 경기를 치르기 시작했으나, 부진한 성적 때문에 홈 관중은 많지 않았다. 오히려 해태 타이거즈가 전주에 원정 경기를 오면 해태를 응원하러 온 팬들이 더 많을 정도였다.
1991년부터 1995년까지의 쌍방울 레이더스의 팀순위는 6(공동)-8-7-8-8로 1980년대의 인천 팀들과 2000년대의 롯데 자이언츠같은 정말 암울한 시절을 보내며 1986년에 1군 무대에 오른 후 불과 2년 후에 한국시리즈 패권에 도전한 빙그레 이글스와는 대조적인 모습을 보였다. 또한 작은 구장크기와 열악한 투수진으로 인해서 김성근 감독 부임 후 펜스를 5.8m로 높이기 전까지 같은 기간 동안 5년 연속 피홈런 1위의 곤욕을 치렀다.
1996년은 쌍방울 레이더스와 전주 야구장의 최고의 전성기였다. 김성근 감독이 부임하면서 팀이 변화를 맞게 되었고, 만년 약체 팀으로 놀림 받던 쌍방울이 일약 돌풍의 핵으로 자리매김하게 되면서 정규 시즌 2위를 마크하였다. 이 해 쌍방울은 전주야구장과 군산야구장에서 열린 홈 경기에서 16번을 연달아 승리하게 되는데, 이는 역대 KBO 리그 홈 경기 최다 연승 신기록으로 아직까지 남아 있다. 홈 관중 숫자도 크게 늘어, 전라북도 지역에 야구 붐을 일으키게 되었다. 1997년에는 전년의 승수에 1승을 더해 정규시즌 3위를 기록하면서(71승 2무 53패), 1996년의 돌풍이 결코 우연이 아님을 보여 주었다. 하지만 아쉽게도 2년 연속 포스트 시즌 1회전 탈락을 맛보기도 하였다.
그러나 1997년 12월 4일에 벌어진 IMF 사태의 여파로 쌍방울 그룹이 부도를 맞으면서, 쌍방울 레이더스는 팀의 핵심 선수들을 팔아 근근히 팀 운영을 하는 지경에 이르고 만다. 1998년에는 6위로 추락한 후, 1999년에는 3년 후 백인천 감독이 이끈 롯데와 같은 97패를 기록하였다. 쌍방울은 1999년 10월 8일에 열린 LG 트윈스와 마지막 홈경기를 치른 뒤 해체의 길을 걷게 되었다. 참고로 이날 열린 마지막 경기는 쌍방울이 18연패를 끊는 경기로 남았다.

## 현재
현재 전주야구장은 사회인 야구 동호회와 청소년 야구 선수들이 주로 이용하고 있다. 특히, 사회인 야구단의 활용 폭이 높은 편이다. 이는 전주시에 사회인 야구단이 많지만 야구를 할 수 있는 구장은 별로 없기 때문이다. 그러나 쌍방울 레이더스가 해체된 후 체계적인 관리가 이뤄지지 않아, 그라운드 상태 및 시설 등이 노후화되었다. 특히 전광판과 외야 펜스, 화장실 등 전반적인 시설이 매우 낙후되어 있어서 프로 야구 경기를 치르기는 힘든 상황이다. 실제로 2004년 전라북도가 KIA 타이거즈의 연고지로 다시 환원되었을 때, 예전 해태 시절처럼 전주에서 홈 경기를 분산 개최하는 것을 검토했으나, 전주야구장이 낙후한 점을 들어 군산야구장으로 방향을 틀었다.
예전 KBS2 예능 프로그램인 천하무적 야구단의 팔도 원정 중 전라북도 편의 촬영장으로 쓰였었다.